# Neprůstřelná vesta

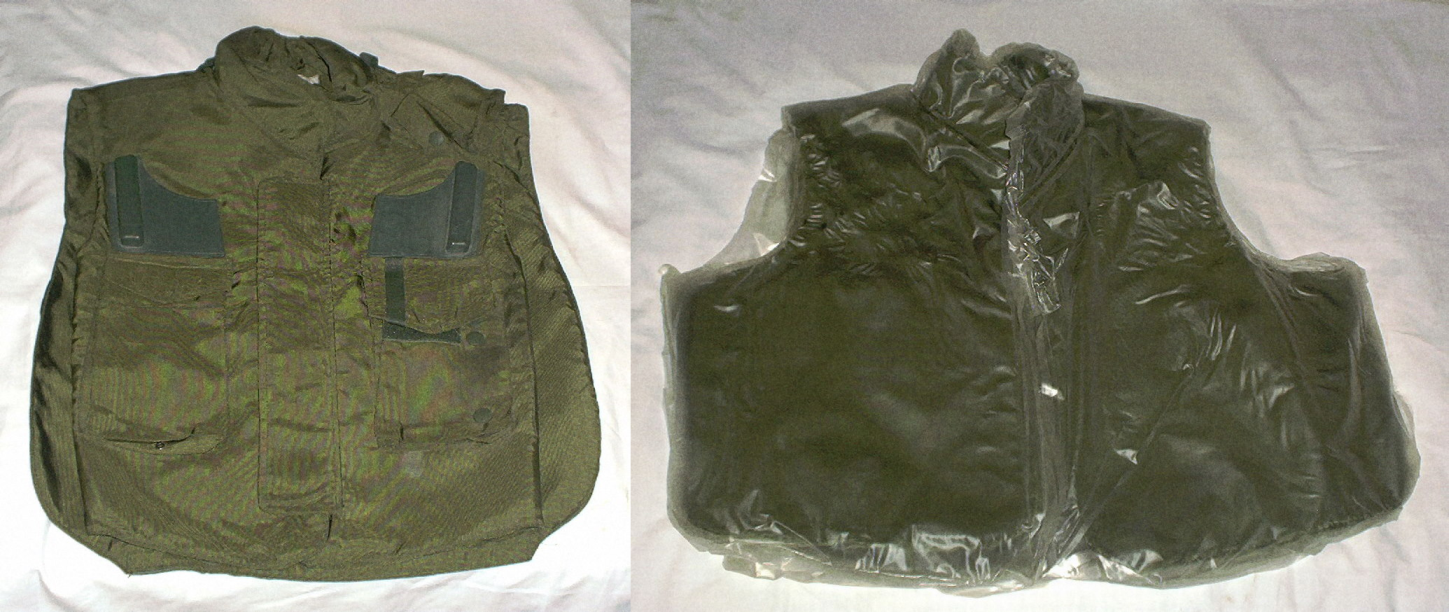
Ochranná vesta ze 2. světové války (vlevo plášť, vpravo nylonový pancíř)

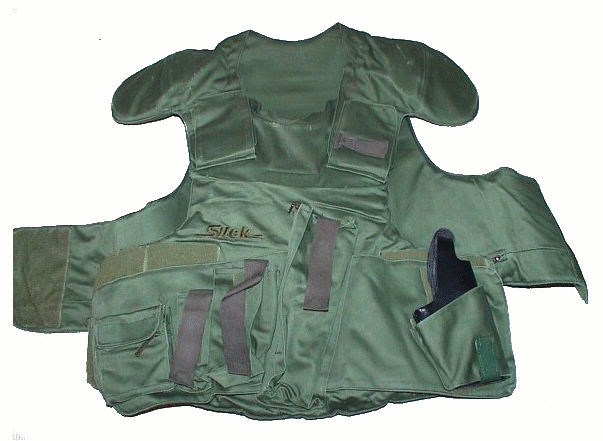
Neprůstřelná vesta s kevlarovou vložkou používaná německou policií

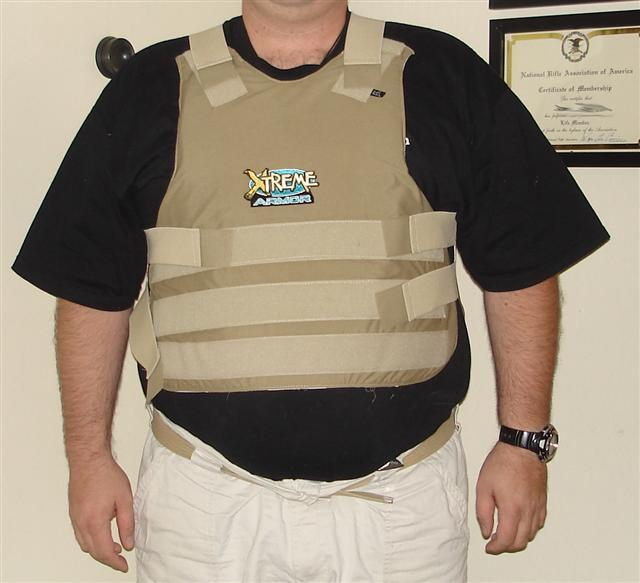
Neprůstřelná vesta určená pro nošení pod oděvem

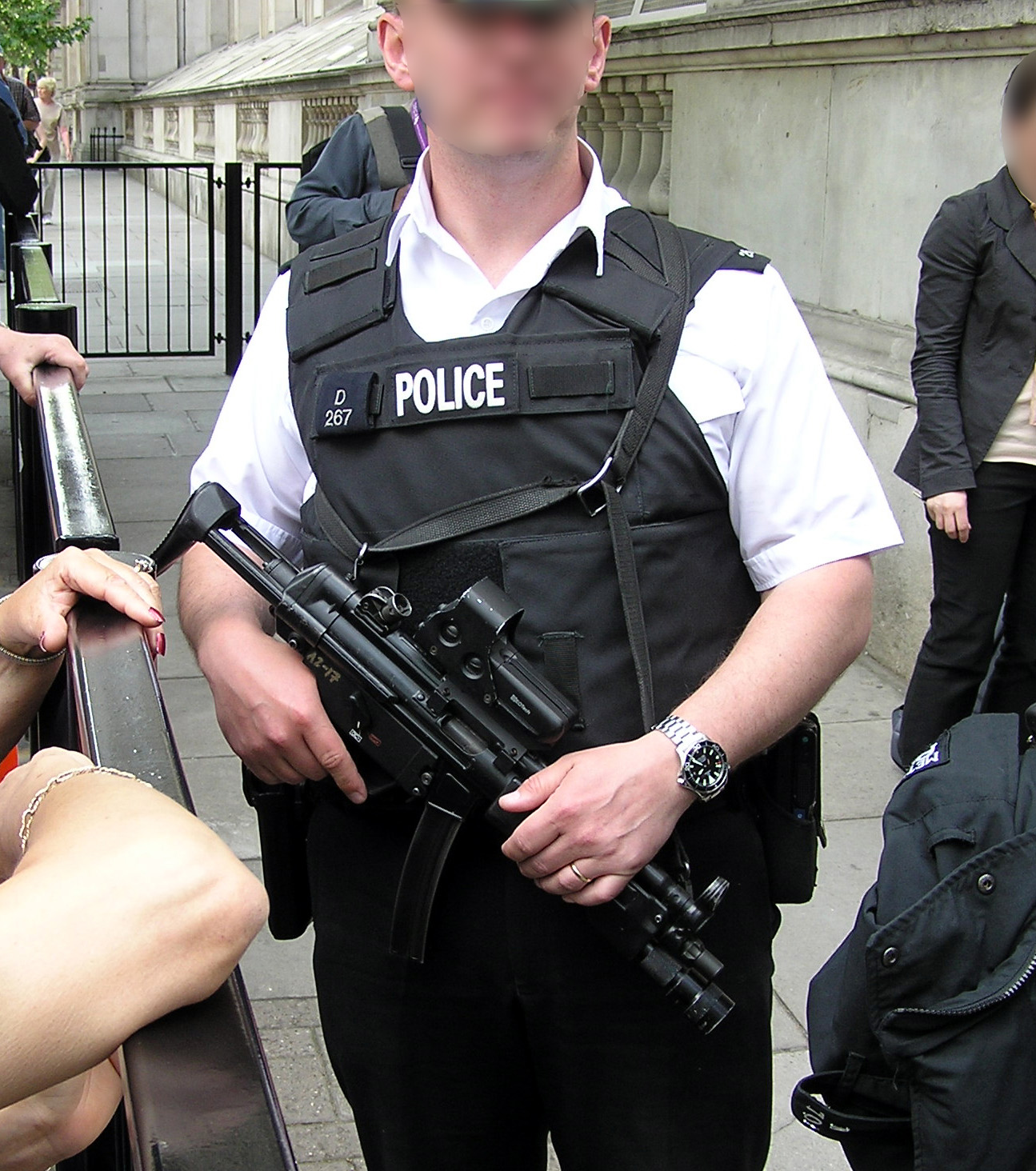
Londýnský policista v neprůstřelné vestě před Downing Street

V moderním pojetí je neprůstřelná (balistická) vesta ochranný oblek, většinou více či méně pokrývající trup a zhotovený z pevných materiálů, který je odolný proti střelám z ručních palných zbraní a chrání také proti střepinám z granátů a min. Vesty také v různé míře odolávají útoku bodnou zbraní (nožem).

## Historický vývoj
Snaha o ochranu před zbraněmi nepřátel je nejspíše stará jako lidstvo samo. Ochranné obleky a různá brnění, ať už z kůží, ze dřeva, kostí, nebo kovu, existují již řádově tisíce let. V tomto ohledu je to věčný souboj mezi průbojností střely (nebo jiné zbraně) a pevností, odolností ochranného obleku nebo brnění.
Počátky podobných vest nalezneme již v období mezi světovými válkami. V roce 1943 začala britská společnost Wilkinson Sword vyrábět pro potřeby ochrany posádek bombardovacích letadel takzvanou protiflakovou kombinézu (protistřepinová kombinéza, Flak jacket), což byl první náznak moderní neprůstřelné vesty. Šlo v zásadě o pevnou bundu z více vrstev nylonu, nově objeveného polymeru, doplněnou kovovými destičkami. Právě poranění posádky střepinami šrapnelů bylo nejčastější příčinou ztráty letounu, a tím i celé posádky.
Nylonové vlákno (materiál je zde znám spíše pod názvem silon) má poměrně velkou pevnost v tahu a tato kombinéza dokázala úspěšně zastavit řadu menších nebo pomalejších střepin z protiletadlových kanonů, tzv. flaků. Na zastavení střely z pistole nebo pušky však samotný nylon nestačí. Je sice poměrně pevný, ale i dosti průtažný.
Situace se změnila s příchodem kevlaru, který v polovině 70. let představila firma DuPont. Kevlar je aramidové vlákno s vysokou pevností a nízkou průtažností, což jsou pro účel neprůstřelných obleků klíčové vlastnosti. Existuje více druhů, například Kevlar 29 a novější i pevnější Kevlar 129. Dalšími materiály jsou Twaron a Twaron High Tenacity, což jsou rovněž aramidová vlákna velmi podobná kevlaru. Vlákna jsou zkroucena do provazců, ze kterých je tkána pevná tkanina vzhledu hrubé pytloviny. Vesty mívají vícero vrstev tohoto materiálu.
V roce 1985 bylo objeveno polyetylénové vlákno Spectra. Polyetylen známe běžně v několika podobách jako igelit nebo mikroten. Nelze si nevšimnout, že už v případě mikrotenu je pevnost fólie mnohem vyšší než u igelitu. Přetrhnout zkroucený igelitový sáček zvládne kdekdo, mikroten je mnohem odolnější. Obojí je polyethylen, ale pokaždé s jinou molekulární strukturou. Spectra je opět mnohem odolnější než mikroten. Z vláken se vytváří Spectra Shield, který je vytvořen rovnoběžně orientovanými vlákny Spectra zalitými v pružné pryskyřičné matici. Vždy dvě vrstvy s kolmo na sebe orientovanými vlákny jsou zality do slabé polyetylenové fólie a z vícero vrstev těchto fólií je vytvořen finální výrobek.
Uvádí se, že Spectra Shield je výrazně odolnější na opakované a šikmé zásahy, a také proti vysokorychlostním střelám (například z pušky M16).

## Princip fungování
Vtip odolností je ve vysoké pevnosti vláken v tahu. Většina běžných střel se při zásahu deformuje a rotuje, čímž na sebe zachytává vlákna a snaží se je při postupu natáhnout, čemuž brání extrémní pevnost těchto vláken. Pro snazší deformaci bývají u některých vest vloženy na povrch ještě pláty z oceli, titanu, keramiky (karbidy kovů), případně kombinace těchto materiálů. Při dopadu projektilu dojde k jeho zploštění. Účelem je dosáhnout deformace střely ještě před vstupem do vrstvy kevlarových vláken a rozložit kinetickou energii na větší plochu.

## Konstrukce samotné vesty
Většina materiálů má sníženou odolnost, pokud je namočena, protože voda působí jako mazivo pro projektily a navíc jako změkčovadlo polyamidů (kevlar) – snižuje pevnost a zvyšuje tažnost. Proto se vesty vyrábějí s vrstvami neprůstřelného materiálu s vodoodpudivou úpravou. Vesty se dále vybavují tzv. protišokovými vložkami. Je to vrstva nejblíže tělu a absorbuje kinetickou energii a rozloží ji na větší plochu povrchu těla. I na to je pamatováno v příslušných normách. Při zásahu do vesty bez protišokových vložek dojde k prohnutí tkaniny v místě dopadu střely. Toto prohnutí není nijak výrazné, např. 1 cm. Ale rychlost, jakou k němu dojde, způsobí u většiny střel ráže 9 mm luger popraskání žeber, výjimečně i frakturu (zlomeninu). Po zásahu do vesty je oběť vyřazena, i když neumírá. Pokud ale dojde k zásahu ze silnější ráže (např. 40 SaW), je průtlak větší a často způsobuje i smrtelná vnitřní zranění. Představa hrdiny, který dostane 30 zásahů do vesty a ani nemrkne, je tedy zcela mylná. V těchto případech velice záleží na rychlosti a hlavně hmotnosti střely. Ta určuje její setrvačnost. Protišoková vložka rozloží energii střely na mnohem větší plochu. Tlak potom nestačí na poškození žeber, potažmo vnitřních orgánů.

## Budoucnost
Materiálem budoucnosti jsou výrobky původem z přírody.[zdroj⁠?!] Vlákna pavoučích sítí jsou pevnější nežli kterákoliv vyrobená lidmi a chitin, který tvoří exoskeleton hmyzu, je rovněž nesmírně pevným materiálem. Tyto materiály jsou ale zatím ve stadiu pokusů.

## Průbojné střely schopné prostřelit neprůstřelné vesty
Existují moderní průbojné střely, které jsou zhotoveny z pevných a těžkých materiálů – nejlevnější eventualitou je střela s ocelovým jádrem. Může být i podkaliberní, tedy například v plastovém projektilu je vložena tyčinka z oceli, nebo ještě těžšího a tvrdšího wolframu. Povrchová úprava střel teflonem nemá, navzdory populární představě, žádnou spojitost s její účinností proti balistické ochraně, teflonem se potahují olověné střely, aby nedocházelo ke stírání olova v hlavni a tím k přílišnému znečištění zbraně. Příkladem je munice české provenience „Snail“, která pronikne jakoukoliv běžnou neprůstřelnou vestou i s keramickými vložkami. Přesné detaily nejsou u výrobce pochopitelně uvedeny, ale podle dostupných fotografií se může jednat o tento typ munice. Na velmi podobném principu je založena i moderní protitanková podkaliberní munice, kde jsou střely zhotoveny z pevného a těžkého ochuzeného uranu – OU (též anglicky DU – depleted uranium), a rovněž střelivo do takzvaných „protimateriálových“ ostřelovacích pušek, jako je český „Falcon“ nebo některá z pušek „Gepard“ maďarské výroby a jiné. Vzhledem k tomu, že tyto zbraně jsou určeny na ničení lehce pancéřovaných cílů, mají použitelný dostřel kolem 2000 m a průbojnost 1–2 cm oceli až na několik set metrů, nelze se divit, že jim žádná neprůstřelná vesta neodolá.
Neprůstřelné vesty uvedeného typu lze (pokud nejsou vybaveny dodatečnými pláty z keramiky a podobně) také poměrně snadno prostřelit kuší nebo lukem, případně probodnout nožem. Ostré předměty, které navíc nerotují, na sebe nenabalují vlákna, ale odsouvají je do stran nebo řežou, těmito vestami proniknou. Existují i vesty odolné proti takovým projektilům, většinou založené na vložené síťce z pevných kovových drátů, například z titanu.

## Klasifikace
Výrobky – vesty se klasifikují podle své odolnosti.
Vysvětlivky zkratek (viz Projektil: FMJ – Full Metal Jacket, SC – Soft Core (měkké jádro), AP – Armour Piercing (průbojný), HC – Hard Core (tvrdé jádro)

### Americká klasifikace
NIJ STD 0101.03 rozlišuje čtyři třídy I (nejlehčí) až IV (měla by zastavit střelu z pušky). Nejvíce používaná třída III zastaví střelu .357 Magnum či .45 ACP. (v současnosti největší a proti člověku nejúčinnější běžně používaná sériově vyráběné pistolové ráže – .45 ACP je ráže asi 11 mm). Z praxe: kde neprojde 9 mm Luger, tam nemá 45 ACP šanci. Co to udělá na těle, je věc druhá.
| TŘÍDA ODOLNOSTI             | I          | II                                             | III                                     | IV                                      |
| MUNICE, KALIBR / TYP STŘELY | 9 mm Luger | 7,62 × 25 mm Tokarev FMJHC .357 Magnum KTW Ms7 | 7,62 × 51 mm FMJ SC 5,56 × 45 mm FMJ SC | 7,62 × 51 mm FMJ AP 5,56 × 45 mm FMJ AP |
| Střela hmotnost (g)         | 8          | 5,8 7,52                                       | 9,45 3,56                               | 9,8 4,5                                 |
| Rychlost střely (m/s)       | 400 – 420  | 480 – 490 540 – 580                            | 850 – 900 980 – 1030                    | 850 – 900 920 – 980                     |

### Německá norma AK II
| TŘÍDA ODOLNOSTI             | I | IIA | II | IIII                                                                              |
| MUNICE, KALIBR / TYP STŘELY | .22 Cal. 40GR.LR .25 Cal. Auto 50 GR.Lead .32 Cal. Auto71 GR.Lead .380 Cal. Auto86 GR.JHP .38 Cal. Special Lead 158 GR. 12 Gauge #4 Lead Shot .38 Cal. Special 158 GR.SWC | .22 Mag. 40 GR. Solid point 12 Gauge "00" Buchshot .38 Cal. Special 125 Gr, SJH+P .38 Cal. Special 158 Gr. Lead+P .38 Cal. Special 110 Gr. JHP+P .45 Cal. Auto 230 Gr. FMJ .357 Mag. 168 Gr. JSP .357 Mag. 158 Gr. Lead SWC .41 Mag. 210 Gr. Lead 9mm 95 Gr. JSP 9mm 100 Gr. JKP 9mm 124 Gr. FMJ 9mm 115 Gr. JHP 9mm 147 Gr. Subsonic 9mm 124 Gr. Hydra Shok 9mm 124 Gr. Hydra Shok +P+ 9mm 147 Gr. Hydra Shok 9mm 115 Gr. Silvertip HP 10mm 155 Gr. Hornady JHP 10mm 180 Gr. Federal JHP 10mm 180 Gr. Norma JHP 40 S&W 180 Gr. Winchester JHP | .41 Mag. 210 Gr. JSP .44 Mag. 240 Gr. SJSP .44 Mag. 240 Gr. Lead .44 Mag. 240 Gr. JHP .44 Mag. 180 Gr. SJHP .357 Mag. 125 Gr. JHP .357 Mag. 110 Gr. JHP .357 Mag. 158 Gr. JSP .357 Mag. 158 Gr. JSP Hornady .357 Mag. 158 Gr. JSP Lead 9mm 124 Gr. FMJ 9mm 123 Gr. FMJ Geco 9mm 115 Gr. FMJ Israeli 9mm 115 Gr. Silvertip HP | .44 Mag. 240 Gr. SWC 9mm 124 Gr. FMJ 9mm 123 Gr. FMC Geco 9mm 115 Gr. FMJ Israeli |
| Rychlost střely (m/s)       | 320 247 276 302 259 - 259 | 360 - 314 332 377 247 381 329 381 332 345 344 313 349 336 345 397 336 343 349 | 397 360 366 370 427 442 473 426 441 430 358 365 354 357 | 427 400 394                                                                       |

### Euro norma CEN
Existuje také norma na úrovní EU.

### VČeské republiceplatí norma ČSN 39 5360
Ta je obecně považována za nejpřísnější.
| Úroveň 1 | .38 Special Poloplášťová Soft Point Federal 38J                            | 8,1g   | 300m/s+10m/s |
| Úroveň 2 | 9mm Celokovový plášť DM 11A1B2 Dynamit Nobel nebo MEN                      | 8,0 g  | 360m/s+10m/s |
|          | .357" Magnum Soft Point Flat Nose Norma 19107                              | 10,2 g | 385m/s+10m/s |
| Úroveň 3 | 9mm FMJ DM 11A1B2 Dynamit Nobel nebo MEN                                   | 8,0 g  | 415m/s+10m/s |
|          | .44" Magnum Soft Point Flat Nose (plochý nos) Speer 4660 nebo 4661         | 15,5 g | 430m/s+10m/s |
| Úroveň 4 | .357" FMJ Coned Bullet Lead Core (olověné jádro) Dynamit Nobel nebo MEN    | 10,2 g | 430m/s+10m/s |
| Úroveň 5 | 5,56x45mm M 193 Ball FN nebo SS 92 Ball                                    | 3,6 g  | 970m/s+10m/s |
|          | 7,62x51mm NATO SS 77 FMJ Lead Core FN                                      | 9,3 g  | 830m/s+10m/s |
| Úroveň 6 | 7,62mmx51 NATO Armour Piercing – Dynamit Nobel FMJ Hard Core (tvrdé jádro) | 9,55 g | 820m/s+10m/s |